# Едуардо Астенго
Едуардо Астенго (Лима, 26. јун 1909. — 10. септембар 1979) био је перуански фудбалски везни играч.

## Каријера
Током своје каријере одиграо је један наступ за репрезентацију Перуа на Светском првенству 1930. Каријеру у клупском фудбалу провео је у Университарио де Депортесу.